# Kavka
Kavka je český název některých ptáků z řádu pěvců z rodu krkavec (Corvus), čeledi krkavcovitých. Ačkoli se v češtině používá jako název rodový, představuje podrod Coloeus. Jsou známy dva druhy, v Česku se vyskytuje kavka obecná (Corvus monedula), kavka východní (Corvus dauuricus) žije v Mongolsku a Číně. Kavka obecná je nejmenší český krkavcovitý pták, velký jako holub. Samec i samice jsou stejně šedočerně zbarveni. Křídla, hřbet a ocas mají leskle černé, spodina je šedočerná. Rovněž čepička na hlavě je sytě černá, ostře ohraničená od šedého týlu, zadní části krku a jeho stran. Zobák a nohy černé.